# Centre hospitalier de Luxembourg
Le centre hospitalier de Luxembourg (abrégé en CHL) est l'hôpital public de la ville de Luxembourg, créé en 1975 par le regroupement de plusieurs hôpitaux publics de la capitale du Luxembourg.

## Histoire
Le centre hospitalier de Luxembourg est un établissement public créé par la loi du 10 décembre 1975 entrée en vigueur en 1976 qui procède à la fusion de l'hôpital municipal, de la maternité Grande-duchesse Charlotte et de la Kannerklinik.
À ces trois établissements, la clinique d'Eich s'y est ajoutée le 1er janvier 2004 par arrêté grand-ducal du 3 octobre 2003.
Dans le cadre de la pandémie de Covid-19 au Luxembourg, à titre préventif, une structure hospitalière provisoire est construite près du CHL. Elle pourrait accueillir 200 lits et 100 respirateurs.

## Sites
L'organisation en quatre sites issus des établissements fusionnés a été maintenue, ces sites sont appelés des cliniques :
- CHL Centre : L'hôpital municipal, construit juste avant la fusion constitue le CHL Centre et comporte des services de médecine générale, de chirurgie et de psychiatrie ainsi que plusieurs services nationaux comme la neurochirurgie, l'onco-hématologie, les maladies infectieuses et tropicales rares et l'immuno-allergologie ;
- CHL Eich : Rattaché administrativement au CHL depuis 2004, la clinique d'Eich dispose historiquement de services d'ophtalmologie, d'ORL et d'orthopédie, ainsi que depuis la fusion de services de médecine interne polyvalente, de médecine du sport et de prévention, de gériatrie aiguë et de soins palliatifs. Il s'agit du seul site non situé le long de la route d'Arlon ;
- CHL Maternité : Encore couramment appelée par son nom historique de maternité Grande-Duchesse Charlotte et installée sur son site actuel depuis août 2015, elle offre de nombreux services liés à la maternité tels que : gynécologie médicale et chirurgicale, suivi des grossesses y compris à risque, accueil des urgences gynéco-obstétricales, prise en charge des couples stériles, procréation médicalement assistée et fécondation in-vitro ;
- CHL KannerKlinik : Lié physiquement et fonctionnellement à la maternité depuis août 2015, l'hôpital pédiatrique assure la prise en charge des enfants de tout âge, de la naissance à l'adolescence, et propose des services de néonatologie intensive, soins intensifs pédiatriques, chirurgie infantile et psychiatrie infantile. Elle dispose de son propre service de radiologie pédiatrique ainsi que de nombreuses spécialités médicales et chirurgicales.